# Glauc d'Esparta
Glauc (en llatí Glaucus, en grec antic Γλαῦκος "Glaukos") fill d'Epícides, va ser un espartà que tenia molta fama de just.
Un home ric de Milet, per aquesta fama, li va deixar en diposit una gran quantitat de diners. Quan molts anys després els fills del milesi van anar a reclamar els diners, Glauc va negar tenir coneixement de la transacció, i fins i tot va fer un jurament solemne negant els fets. Però abans de dir definitivament que no, va consultar l'oracle sobre que havia de fer, i atemorit en saber la resposta va retornar el dipòsit immediatament. Els déus el van castigar pel perjuri i la seva família va ser exterminada abans de la tercera generació. La història és explicada per Heròdot, i Pausànias i Juvenal en fan referència.